# Тієрал
Тієра́л (Sylviorthorhynchus desmurii) — вид горобцеподібних птахів родини горнерових (Furnariidae). Мешкає в Чилі і Аргентині. Вид названий на честь французького орнітолога Марка Атанаса Парфе Еє Де Мюра.

## Опис
Довжина птаха становить 24 см, враховуючи довгий хвіст, на який припадає призлино 2/3 загальної довжини птаха. Вага птаха становить 9—11 г. Верхня частина тіла рівномірно рудувато-коричнева, нижня частина тіла світліша, над очима світлі «брови». Хвіст складається з 6 тонких, ниткоподібних стернових пер, центральна пара з яких є довшою за решту пер. Дзьоб тонкий. Спів швидкий і пронизливий.

## Поширення й екологія
Тієрали мешкають в центральному і південному Чилі (від Аконкагуа в регіоні Вальпараїсо до Ультіма-Есперанси на півночі реагіону Магальянес, зокрема на островах архіпелагу Чилое), а також на заході Аргентини (від Неукена до Санта-Круса). Вони живуть в бамбуковому і чагарниковому підліску вологих помірних лісів Патагонії. Зустрічаються на висоті до 1200 м над рівнем моря. Живляться комахами та іншими безхребетними, яких шукають в густих заростях до 3 м над землею. Тієрали є моногамними, територіальними птахами. Сезон розмноження у них триває з жовтня по лютий. Гніздо кулеподібне з бічним входом, розміщується поблизу землі. В кладці від 2 до 4 яєць розміром 20,5×15,8 мм. Порівняно з розмірами птаха, яйця тієралів є відносно дуже великими.

## Збереження
МСОП класифікує стан збереження цього виду як близький до загрозливого. Рудим сікорам загрожує знищення природного середовища.